# Europejski długodystansowy szlak pieszy E10

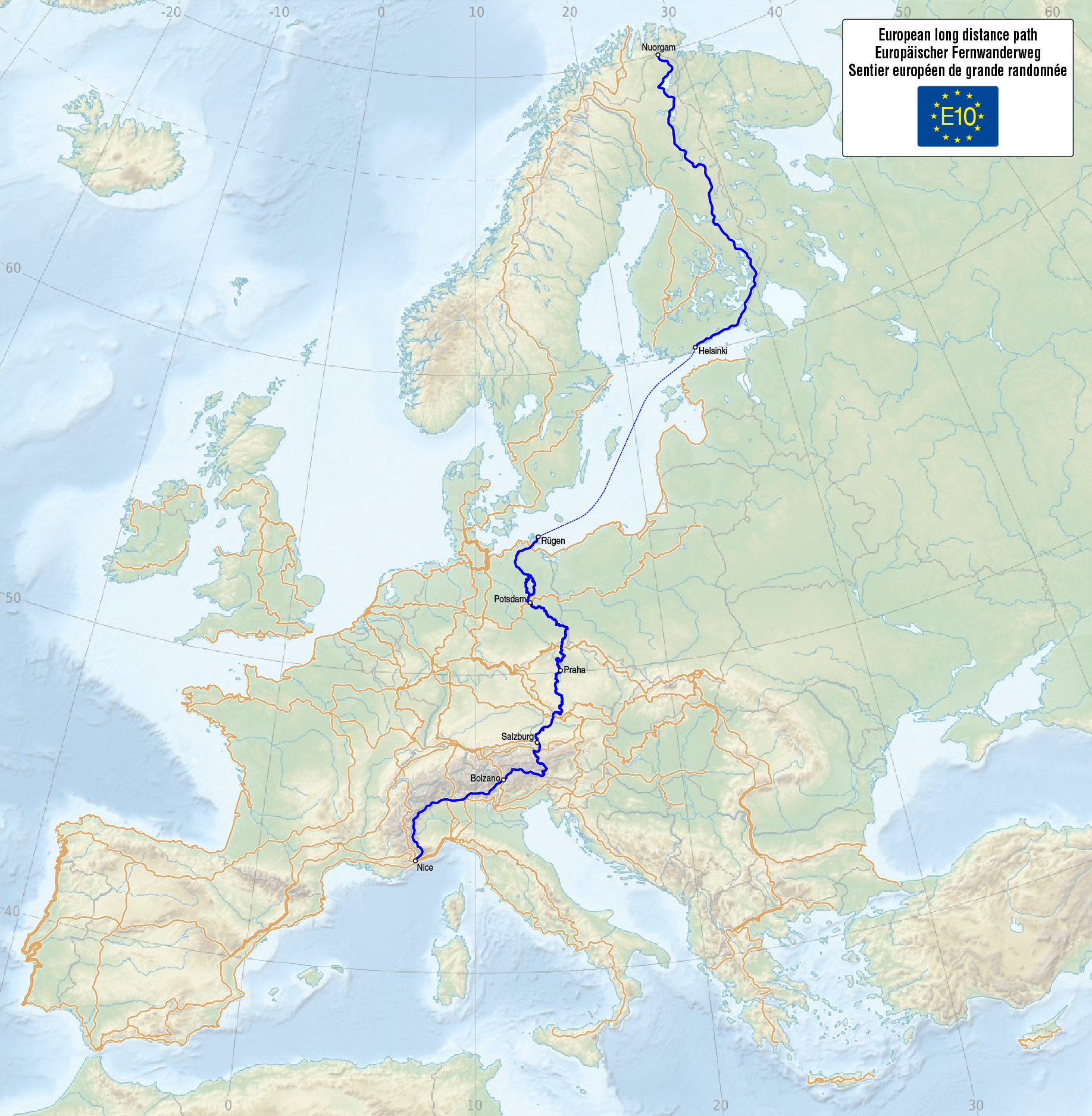
Mapa szlaku E10

Europejski długodystansowy szlak pieszy oznaczony symbolem E10 jest znakowanym szlakiem turystycznym, jednym z 11 europejskich szlaków wędrówkowych. Długość szlaku wynosi 2850 km.

## Przebieg szlaku
Przybliżony przebieg: Finlandia (Nuorgam) – Czechy – Austria – Włochy – Francja – Hiszpania (Adra)